# Schimburile de populație dintre Grecia și Turcia

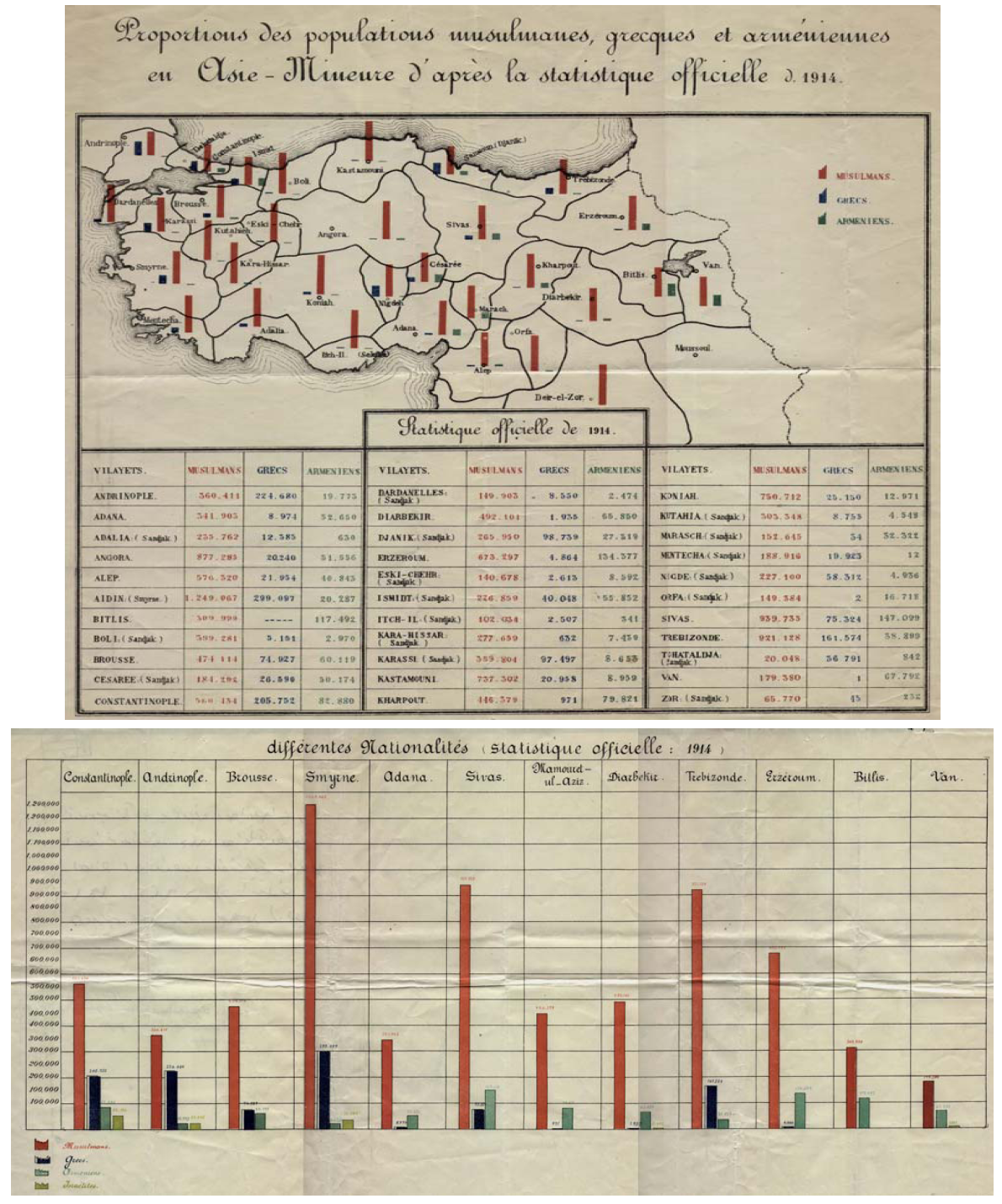
Document otoman din 1914 care prezintă cifrele oficiale ale recensământului din acel an. Numărul total al cetățenilor a fost de 20.975.345, din care cei de etnie elenă au reprezentat 1.792.206 persoane

Schimburile de populație dintre Grecia și Turcia din 1923 au fost bazate pe identitatea religioasă a cetățenilor Regatului Greciei și Republicii Turcia și a avut ca subiecte cetățenii ortodocși greci ai Turciei, respectiv cetățenii musulmani ai Greciei. A fost primul schimb forțat de populație pe scară mare a secolului al XX-lea, prima expulzare în masă reciprocă a secolului.
„Convenția cu privire la schimbul populațiilor elenă și turcă” a fost semnată la Lausanne, Elveția, pe 30 ianuarie 1923, de guvernele celor două țări. Punerea ei în aplicare a privit aproximativ 2 milioane de oameni, care și-au pierdut de jure cetățenia cu care se născuseră și au fost transformați cu forța în refugiați.

## Strămutările de populație
După ce guvernul Mișcării Naționale Turce cu sediul în Ankara a refuzat să se conformeze prevederilor Tratatului de la Sèvres, care fusese semnat de guvernul otoman cu sediul la Constantinopol, și după ce armatele M.N.T. conduse de Kemal Atatürk le-au învins pe cele grecești, a fost organizată o nouă conferință de pace la Lausanne, în Elveția, care avea ca obiectiv negocierea unui nou tratat de pace. În timp negocierile Conferinței de pace de la Lausanne erau în plină desfășurare, separat de acestea și de prevederile Tratatului de la Lausanne, a fost semnată pe 30 ianuarie 1923 o „Convenție cu privire la schimbul populațiilor elenă și turcă” între guvernele celor două țări, conduse de Eleftherios Venizelos și Kemal Atatürk.
În momentul în care convenția a intrat în vigoare, cea mai mare parte a populației ortodoxe elene antebelice din regiunea egeeană a Turciei se refugiase deja în zonele încă sub controlul Greciei, îndeosebi în Tracia Răsăriteană, dar pe care Grecia trebuia să le evacueze. De aceea, schimbul a privit în principal grecii din centrul sau sudul Anatoliei și din Pont, adică aproximativ 190.000 de persoane. Numărul total de musulmani afectați a fost de 354.647.
Convenția a ratificat în acest fel un fapt deja împlinit : din cei aproximativ 1.300.000 de greci implicați pe hârtie în acest schimb, doar 150.000 au fost transferați în mod pașnic, deoarece majoritatea grecilor își părăsiseră în fugă locuințele odată cu retragerea armatelor grecești, după înfrângerile repetate din războiul greco-turc. De fapt, emigrarea forțată a populației grecești, aflată deja într-un stadiu avansat, a fost transformată într-un schimb de populație sprijinit de garanțiile comunității internaționale.
În Grecia, refugierea populației elene din Turcia este considerată ca o parte a evenimentelor cunoscute sub numele de „Catastrofa din Asia Mică” (în limba greacă: Μικρασιατική καταστροφή). Strămutări importante ale populației apăruseră deja după încheierea Războaielor Balcanice,  Primului Război Mondial și a Războiului de Independență al Turciei. Acestea au inclus schimburi de populație și expulzări a aproximativ 500.000 de turci din Grecia și a aproximativ 1.500.000 de greci din Asia Mică, Anatolia și Tracia Răsăriteană din Turcia.
Convenția a afectat următoarele grupuri de populație : aproape întreaga populație creștină ortodoxă (care aveau ca limbă maternă limba greacă sau limba turcă) din Asia Mică, inclusiv minoritatea vorbitoare de turcă dar de religie creștin-ortodoxă din Anatolia centrală (Caramanlizi), regiunea Ionia (Smyrna, Aivalîk), regiunea Pontului (Trapezunda, Sampsunta), Prusa (Bursa), regiunea Bitinia (Nicomedia, Nicomedia), Halchidon (azi Kadıköy), Tracia Răsăriteană și alte regiuni au fost ori măcelăriți, ori expulzați din teritoriul turc. Este vorba de aproximativ o jumătate de milion, care s-au adăugat cei aproximativ un  milion de greci, care fuseseră deja alungați de militarii turci mai înainte de semnarea tratatului. Aproximativ 500.000 de musulmani au fost expulzați din Grecia, în special turci, dar și alți musulmani: Albanezi geamizi, Dănmei (evrei trecuți la islam, ziși și Avdeți), Meglenoromâni islamizați, Pomaci (bulgari musulmani) și Țigani musulmani.

## Urmări

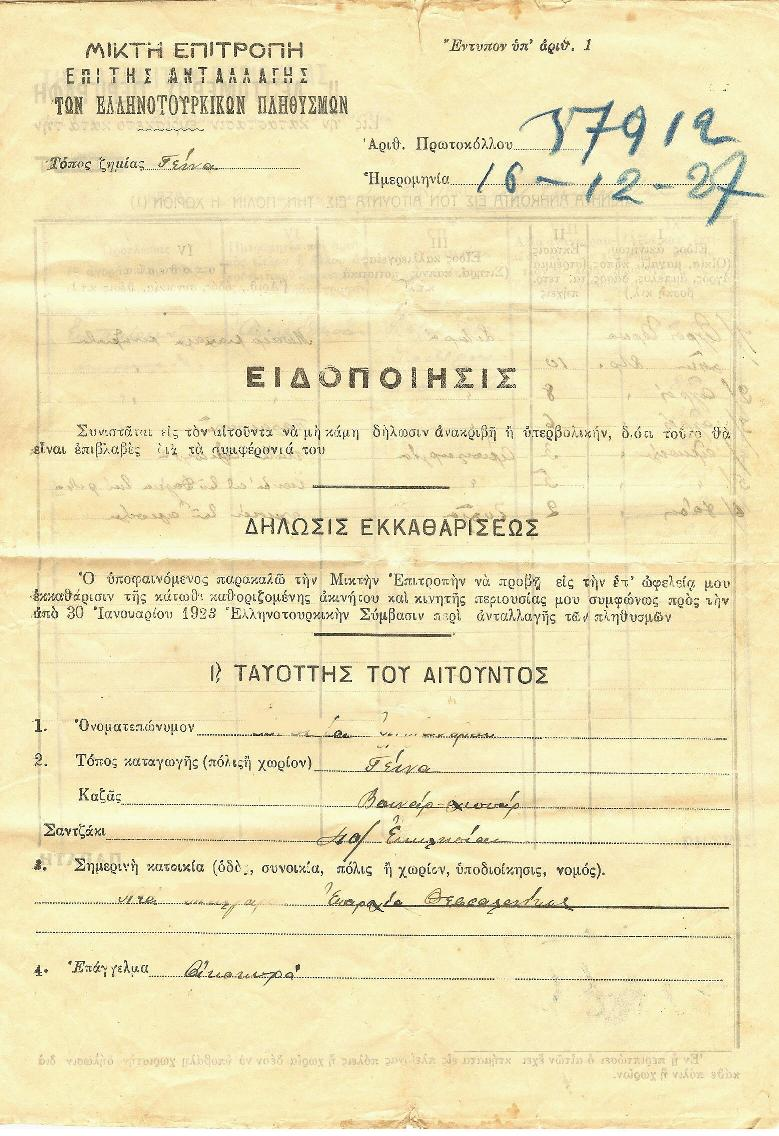
Declarație de proprietate din timpul schimburilor de populație din Yena în Thessaloniki, 16 decembrie 1927

Turcii și alți musulmani din Tracia Apuseană au fost exceptați de la acest transfer, precum și grecii din Istanbul și insulele Mării Egee Imbros (Gökçeada) și Tenedos (Bozcaada). Datorită măsurilor discriminatorii luate în Turcia împotriva grecilor, așa cum a fost legea din 1932 care împiedica cetățenii turci de religie ortodoxă să practice o serie de 30 de meserii, de la cea de croitor și tâmplar, până la cele de medic sau jurist , comunitatea elenă din Istanbul a trecut printr-un proces de declin, demonstrat de statisticile demografice.
„Taxa pe bogăție” impusă în 1942 cetățenilor de religie ortodoxă din Turcia a fost folosită pentru reducerea potențialului economic al etnicilor greci din Turcia. Mai mult, incidentele violente din timpul pogromului antigrec din Istanbul (1955) a accelerat foarte mult emigrarea grecilor, ceea ce a dus la reducerea minorității elene de la 200.000 de persoane în 1924, la doar 2.500 în 2006. În Grecia, situația este diferită. Comunitatea turcă din Tracia Apuseană a crescut la 100.000 de persoane după semnarea Tratatului de la Lausanne, la creșterea comunității turce contribuind și emigrarea mai multor zeci de mii de emigranți musulmani fugiți din Bulgaria comunistă.
Compoziția etnică a populației insulei Creta s-a modificat de asemenea în mod semnificativ. Turcii și grecii musulmani din Creta au emigrat în principal în Anatolia, dar și în Siria, Liban sau Egipt. În schimb, greci din Asia Mică, în principal cei din Smirna, au emigrat în Creta, aducând cu ei dialectele, obiceiurile și bucătăria specifice.
Deși persoanele expulzate au suferit foarte mult, au existat lideri greci și turci, precum și unele cercuri politice internaționale, care, conform mărturiei ziaristului britanic Bruce Clark, au considerat omogenizarea etnică a celor două state ca un eveniment pozitiv, care a crescut stabilitatea acestor două națiuni.
Totuși deportările forțate au ridicat uriașe probleme sociale, politice și de drept. Există de exemplu în Turcia o serie de localități părăsite de când locuitorii lor au fost expulzați, care nu au mai fost repopulate, așa cum este cazul satului Carmilissos (azi Kayaköy), în timp ce în Grecia dimpotrivă, sute de mii de oameni ruinați și sortiți sărăciei s-au îngrămădit în suburbiile marilor orașe, multe familii emigrând definitiv spre Statele Unite, Canada sau Australia pentru a scăpa de mizerie. Și pe planul cultural au fost mari pierderi, patrimoniul istoric, cultural sau religios al creștinilor din Turcia fiind în mare parte distrus, cum este de exemplu cazul faimoasei Mănăstiria Sumela din Pont (unde se găseau printre altele și icoane, hrisoave și evanghelii din Țările Române, donate de domnii acestora).
Biserica Sfânta Treime din Samsun a fost transformată în cinematograf.